# جری زکس
جری زکس (انگلیسی: Jerry Zaks؛ زادهٔ ۷ سپتامبر ۱۹۴۶) یک کارگردان اهل آلمان است.